# Erik Kriek
Erik Kriek (né le 18 novembre 1966 à Amsterdam) est un auteur de bande dessinée néerlandais, surtout connu pour sa série humoristique Gutsman, parodie de comic books de super-héros publiée depuis 1994.

## Œuvre publiée en français
- L'Invisible et autres contes fantastiques (d'après H.P. Lovecraft), Actes Sud-L'An 2, 2012.

## Prix
- 2008 : Prix Stripschap pour l'ensemble de son œuvre
- 2012 :  Prix Haxtur de la meilleure histoire courte pour L'Invisible et autres contes fantastiques